# Jaremi Picz

Jaremi Picz

Jaremi Aleksander Picz (* 26. Februar 1955 in Lewin Brzeski, Polen) ist ein polnischer Maler, Bildhauer und Grafiker. Er wurde vom polnischen Kultusministerium als „Verdienter der polnischen Kultur“ ausgezeichnet und 2018 für den International Prize Caravaggio Grand Master of Art in Mailand nominiert.

## Biografie
Von 1981 bis 1982 lebte Jaremi Picz in Deutschland, wo er mit der Galerie von Wacław Suchecki in Düsseldorf zusammenarbeitete. Im Jahr 1988 entwarf er die Eingangstüren der Kirche der Heiligen Apostel Peter und Paul, einer neugotischen Kirche in Lugnian. Während des Oderhochwassers 1997 wurden alle bis dahin entstandenen Werke von Picz zerstört.
Picz beteiligte sich an vielen Freiluft-Kunstprojekten und kulturellen Veranstaltungen. Er arbeitet mit der Gruppe ART Barbakan in Warschau und einer Künstlergruppe zusammen, die sich um die Industrie- und Handelskongregation in Warschau gebildet hat.

## Künstlerischer Stil

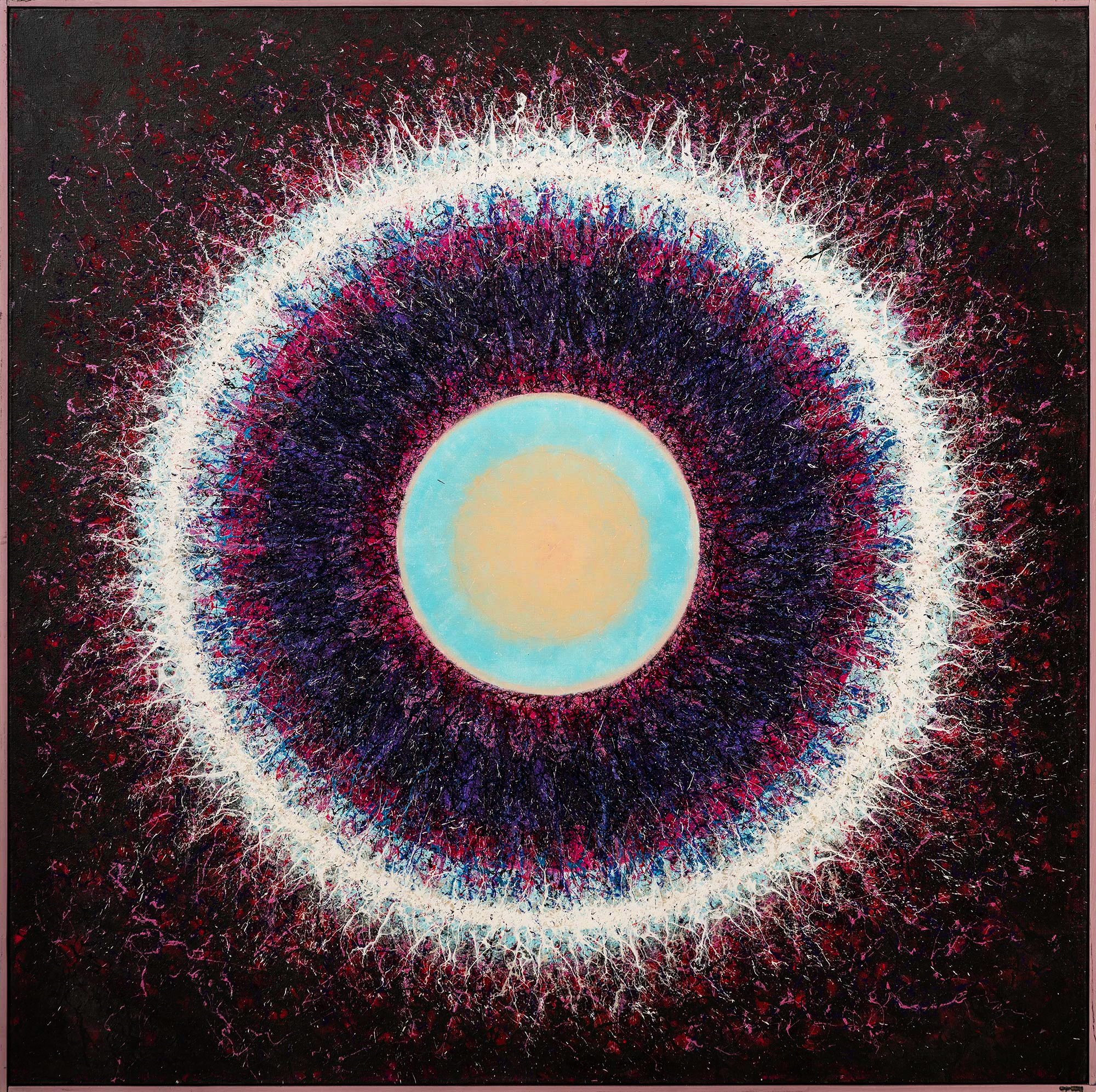
Ein Gemälde aus dem Zyklus "Epicentrum" von Jaremi Picz

Der Zyklus „Epicentrum“ von Jaremi Picz ist ein bedeutendes Werk, das seine künstlerische Entwicklung über die Jahre hinweg widerspiegelt. Ursprünglich inspiriert durch das Chaos kosmischer Unordnung, wie es durch Supernova symbolisiert wird, hat Picz eine Transformation hin zu strukturierten, geometrischen Formen vollzogen. Diese Entwicklung zeigt sich in der komplexen Interaktion von Farben und Formen, die sowohl harmonische Implosionen als auch energiegeladene Explosionen darstellen. 
In diesem Zyklus nutzt Picz geometrische Formen wie Kreise und Ringe, um die dynamische Spannung zwischen Ordnung und Chaos zu visualisieren. Die Arbeiten beginnen oft an einem zentralen Punkt und expandieren in einer Art, die den Betrachter sowohl visuell als auch emotional einbindet. 

Picz zieht Inspiration aus der Op-Art und den Werken von Künstlern wie Victor Vasarely und Bridget Riley, sowie aus den tiefgehenden philosophischen Ansätzen eines Kasimir Sewerinowitsch Malewitsch und den Techniken eines Jackson Pollock. 

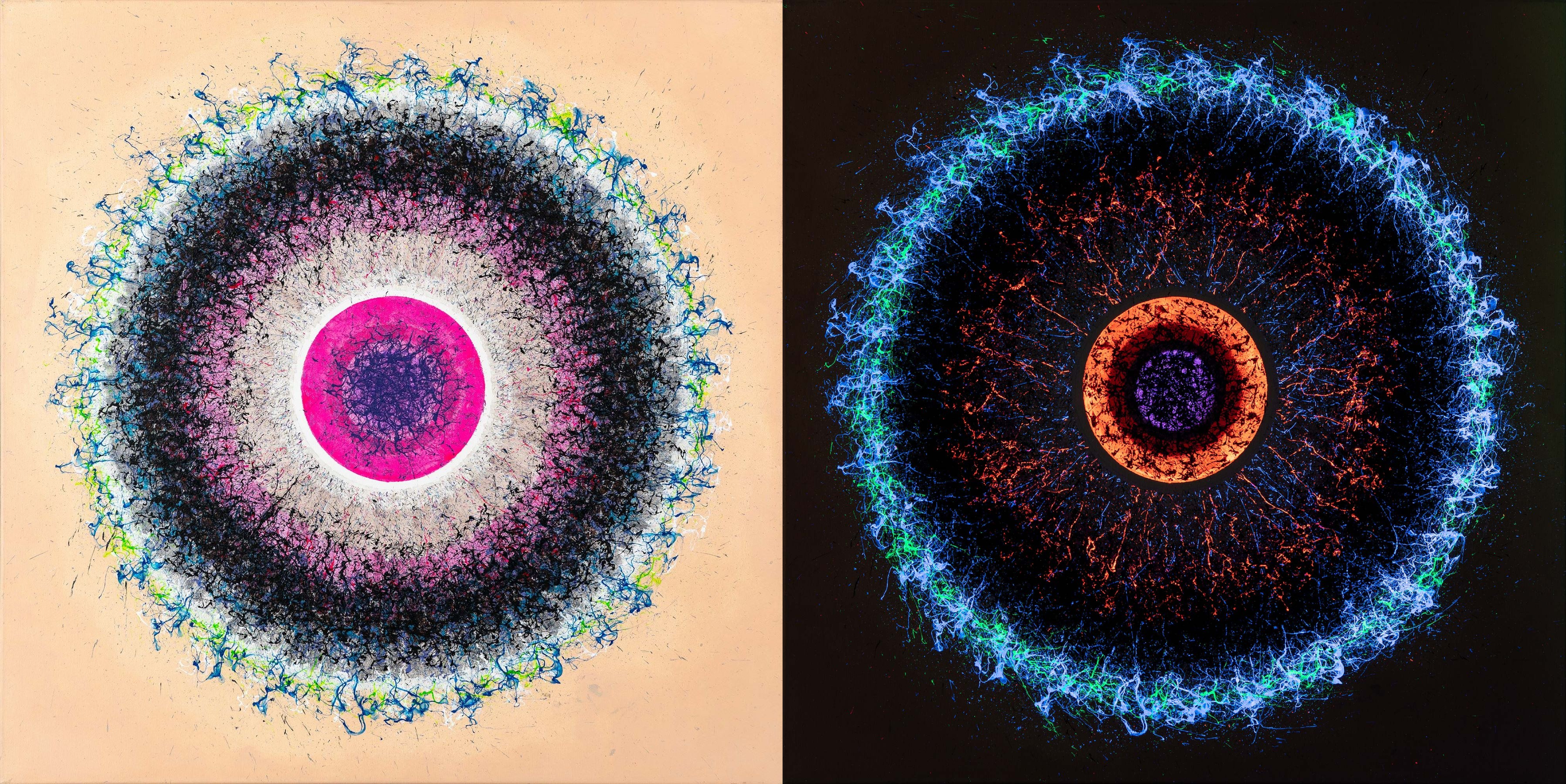
„Epicentrum Quantum“ von Jaremi Picz unter sichtbarem Licht (links) und unter UV-Licht (rechts)

Diese Einflüsse erlauben es ihm, die Wahrnehmung des Betrachters zu irritieren und zu manipulieren, wobei er oft natürliche Phänomene und wissenschaftliche Konzepte wie die von Max Planck vorgeschlagene Quantentheorie integriert. 
Sein Ansatz spiegelt einen tiefen Dualismus wider, der sich in der Verwendung von normalem und UV-Licht in seinen Werken manifestiert, was die sichtbaren und unsichtbaren Eigenschaften der Natur betont und die komplexe Beziehung zwischen Energie und Materie erkundet. Der Begriff „Quantinum“ in einigen seiner Werkstitel verdeutlicht weiter die Verbindung seiner Kunst zu universellen wissenschaftlichen Prinzipien und hebt Picz' Bestreben hervor, Kunst als Medium zur Erkundung tiefgreifender philosophischer Themen zu nutzen.

## Ausstellungen
Seine Werke wurden auf vielen polnischen und internationalen Ausstellungen präsentiert, darunter:
- 2018 Contemporary Art. Kunst ist grenzenlos, PAKS Gallery, Wien, Österreich[4]
- 2018 Contemporary Art innovations, PAKS Gallery, Wien, Österreich[5]
- 2019 Tczew. Unabhängig Souverän. Kunstausstellung. 100-jähriges Jubiläum der Wiedererlangung der Unabhängigkeit Polens. 2000er Jahre.[6]
- 2020 Krakauer Künstlerresidenzen 2020, Krakau, Polen[7]
- 2021 Jubiläumsausstellung 35 Jahre ZPAP PSU, Galerie für zeitgenössische Kunst in Opole, Polen[8]
- 2021 The World's First International Competition „The Best Artist in the Field of Contemporary Art, Abstractionism and Sciarsism“, Kiew, Ukraine[9]
- 2022 Canvas Art Fair, ITSLIQUID Group, Palazzo Bembo, Venedig, Italien[10]
- 2022 Anima Mundi, ITSLIQUID International Art Fair, Venedig, Italien[11]
- 2022 Multi Art Events, Galerie Espace 22, Monaco[12]
- 2022 The Paints of Heart's Flame, Lwiw, Ukraine[13]
- 2023 „Il Tempo“, Tablinum Cultural Management, Parco e Museo del Volo, Volandia, Somma Lombardo, Italien (Einzelausstellung)[14]
- 2023 Ausstellung zeitgenössischer polnischer Kunst „Toward the Light“, Galerie Mankes, Prag, Tschechien[15]
- 2024 The Art Collection, Dieci Anni di Amore per l'Arte, Tablinum Cultural Management, Bellagio am Comer See, Italien[16]

## Veröffentlichungen
Seine Arbeiten wurden unter anderem beschrieben und präsentiert in:
- „Metamorphoses“, Paris-Brüssel-Warschau, Jaremi Picz, Polnisches Zentrum Ignacy Paderewski, Opole, 2016[17]
- „KRA 2020 - Krakow Artistic Residences“, Fundacja V Art, Krakau, 2020[18]
- „The Best Artist in the Field of Contemporary Art, Abstractionism and Sciarsims“, Твори, Kyiv, 2021[19]
- „Salon DAP - Jahresausstellung der Sektion Malerei OW ZPAP“, Galeria DAP, Warschau, 2023[20]
- „Die Lichtgemälde von Jaremi Picz“, Elmar Zorn, ARTPROFIL - Kunstmagazin, Mannheim, 2023[21]
- „Il Cuore Geometrico dell’ Op Art“, Elmar Zorn, Prometeo, 2023[22]

## Auszeichnungen
Jaremi Picz wurde für seine Verdienste um die polnische Kunst mehrfach ausgezeichnet:
- 2012: Verdienter der polnischen Kultur[23]
- 2022: Bronzenes Verdienstkreuz (Polen)[24]
- 2023: Bronzene Gloria-Artis-Medaille für kulturelle Verdienste[25]